# 奧列克西伊夫卡 (伊林齊區)
48°56′16″N 29°23′42″E / 48.93778°N 29.39500°E
阿列克西伊夫卡（烏克蘭語：Олексіївка），是烏克蘭西南部的村落，隸屬文尼察州的海辛區。該村始建於1450年，面積0.2平方公里，海拔高度214米，2001年人口12，人口密度每平方公里60人。